# 2015년 이스라엘 의회 선거
2015년 이스라엘 의회 선거는 전체 120석의 이스라엘 의회의 의원들을 선출하기 위해 2015년 3월 15일에 실시되었다.